# Анжерський трамвай
Анжерський трамвай (фр. Tramway d'Angers) — трамвайна мережа французького міста Анже.

## Історія
Перші трамваї на вулицях міста з'явилися у травні 1896 року, у наступні декілька років почалося стрімке розширення мережі. У 1906 році в місті було вже 6 міських та навіть 2 приміських лінії. Після другої світової війни почалася ліквідація мережі, трамвай як і в інших французьких містах не витримував конкуренції з автобусом. Остаточно рух припинився 30 квітня 1949 року.

## Лінія
Будівництво сучасної лінії розпочалося у квітні 2007 року. Перша лінія завдовжки понад 12 км з 25 зупинками відкрилася 25 червня 2011 року. На частині маршруту в центрі міста завдовжки приблизно 1,5 км, трамваї живляться не від контактної мережі, а від третьої рейки, що вбудована в бетонне покриття, таким чином вдалося позбутися дротів контактної мережі що можуть псувати вигляд історичного центру міста. Лінію обслуговують 17 зчленованих низькопідлогових трамваїв Citadis 302.
8 липня 2023 маршрути B і C введені в експлуатацію
.

## Рухомий склад
15 листопада 2006 року Angers Loire Métropole уклав з Alstom контракт на 47 мільйонів євро на постачання 17 трамваїв Citadis 302.

## Галерея

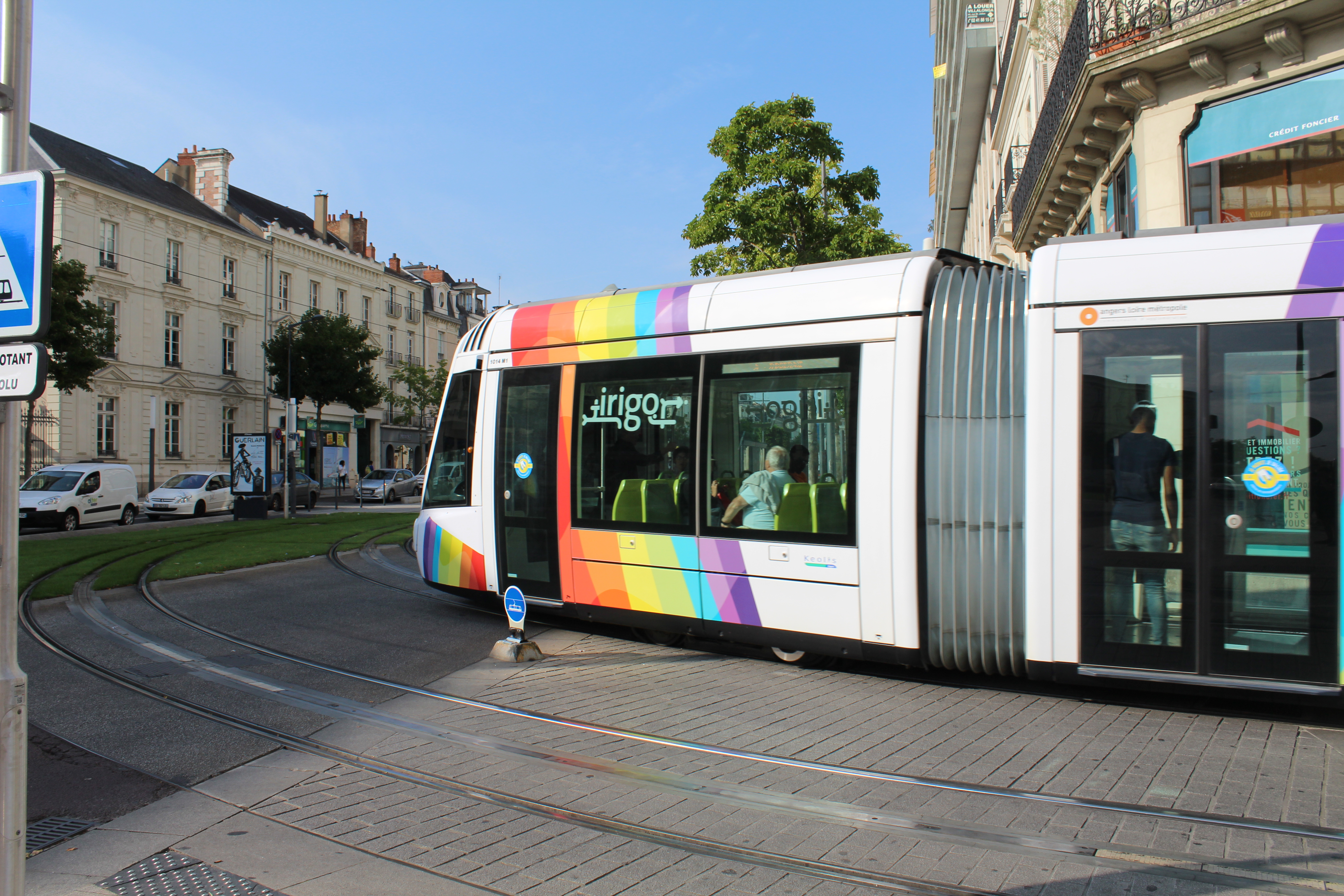
Трамвай на ділянці без контактної мережі
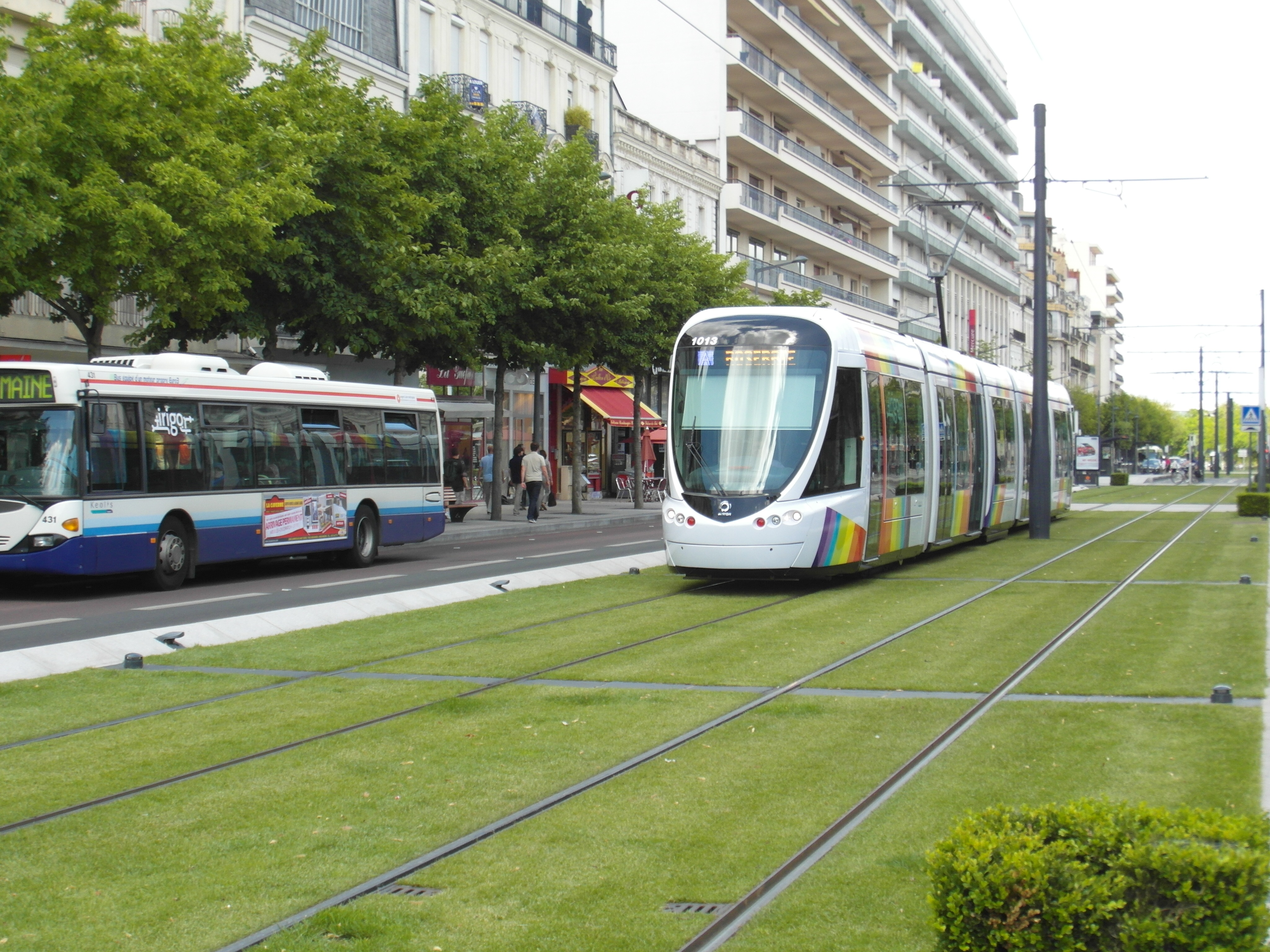
Трамвай на ділянці з трав'яним покриттям
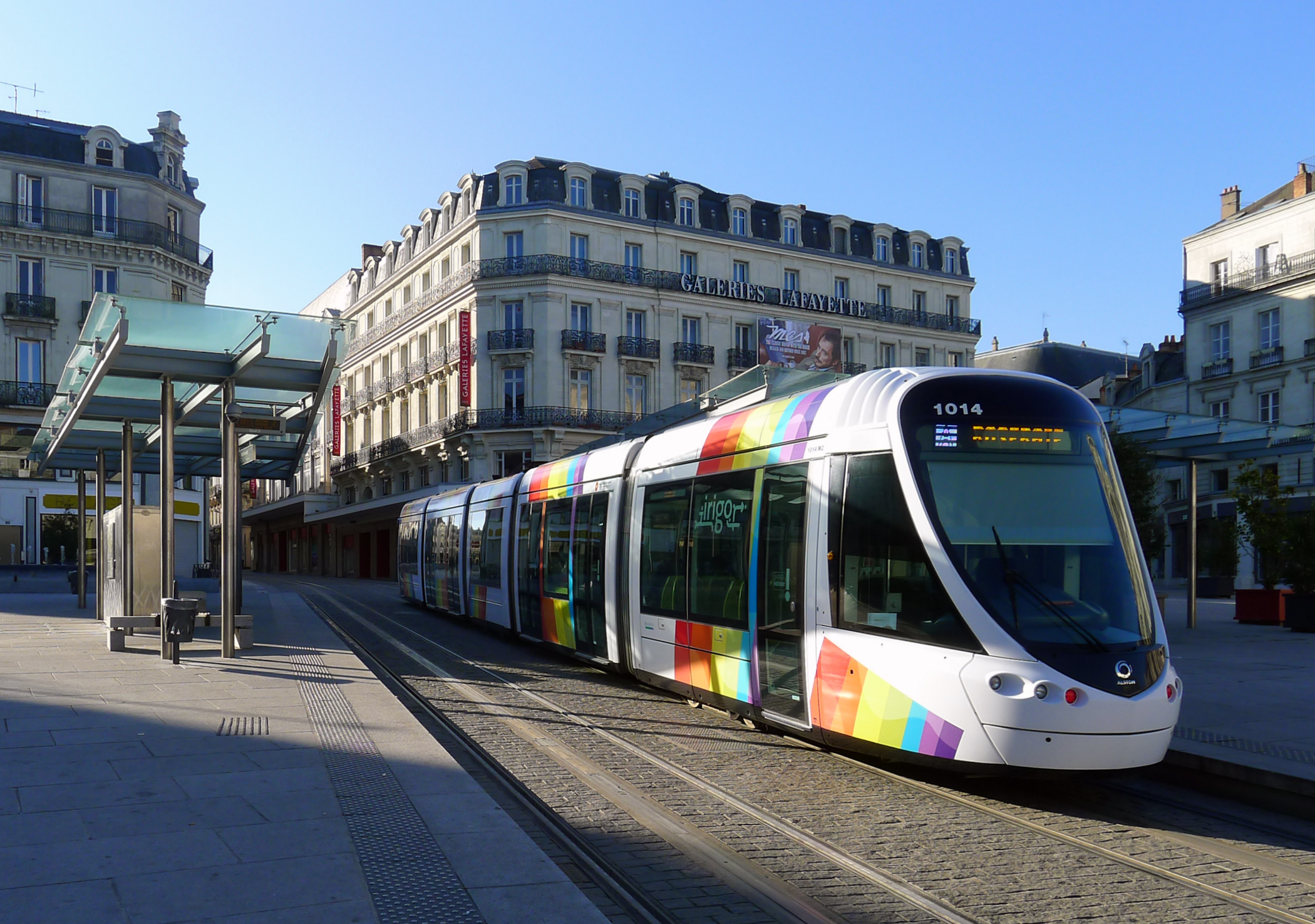
Трамвай на зупинці в центрі міста
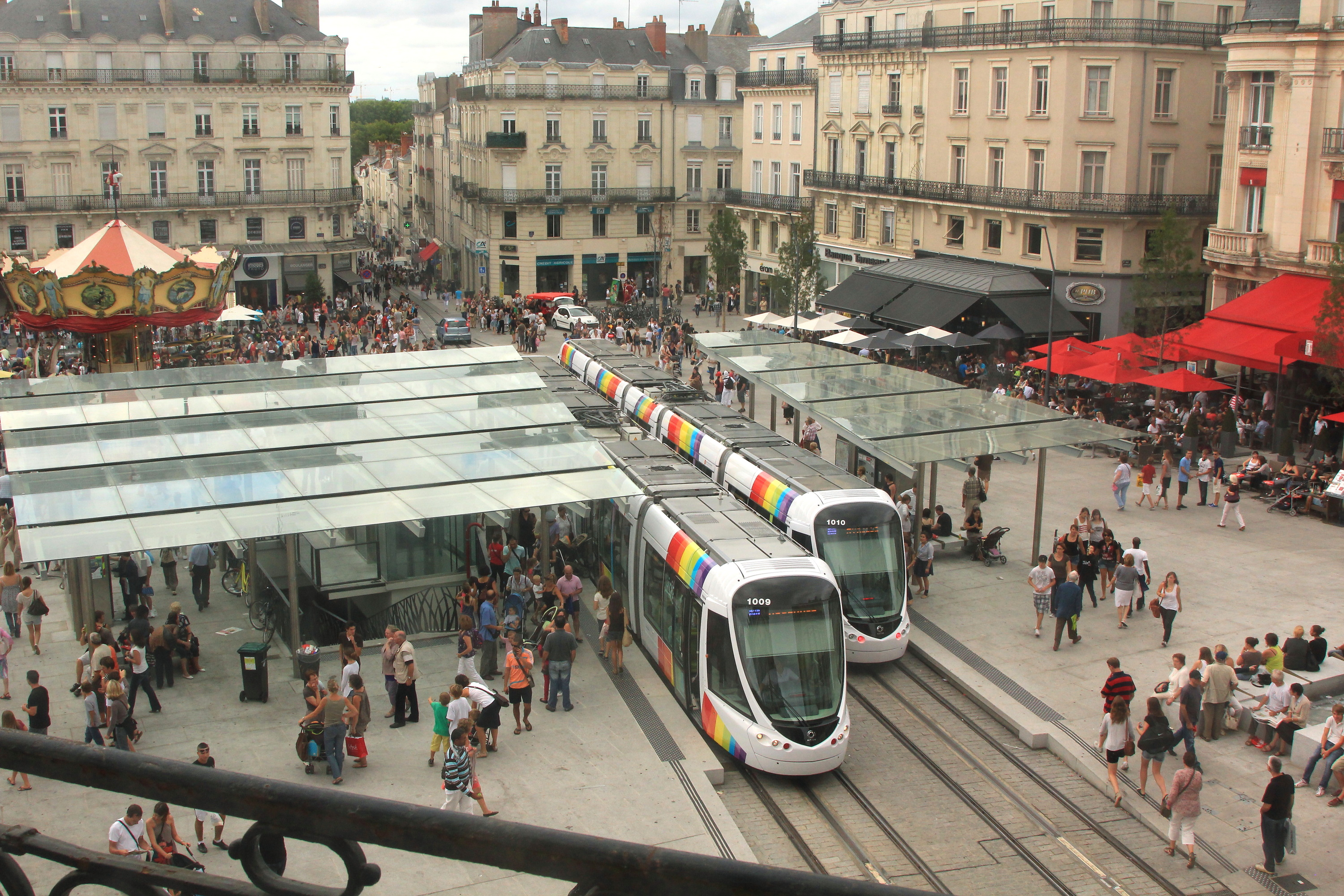
Трамвайна зупинка в центрі міста